# 島居薬品
島居薬品株式会社（しまずいやくひん）は、医薬品・衛生材料・化粧品の卸売を中心とする広島県の企業であった。地盤は中国地方。1998年にオムエルへ医薬品卸部門を営業譲渡し保険代理店として営業を続けている。現在、医薬品卸部門は東邦ホールディングスの傘下「セイエル」である。

## 会社概要
- 本社所在地 広島県尾道市土堂2丁目

（同市新浜1丁目には医薬品卸時代の建物があり、現オムエル尾道営業所）
- 資本金　1200万円
- 代表取締役　島居聡

## 沿革
- 昭和5年1月 設立
- 昭和22年1月 電機部設置
- 昭和37年4月 電機部を分立し、「島居電機株式会社」を設立
- 平成10年4月 広島県の医薬品卸のオムエルに医薬品卸部門を営業譲渡し、会社名はそのままで保険代理店に業務転換、土堂2丁目へ移転

## 医薬品卸時代の営業所
- 広島県：尾道市・福山市・三原市

## 医薬品卸時代の主な取引メーカー
- 塩野義製薬
- 武田薬品工業
- 藤沢薬品（現在・アステラス）
- 第一製薬（現在・第一三共）
- エーザイ